# Bernd Roks
B.J.A. (Bernd) Roks (Etten-Leur, 1976) is een Nederlands politicus en bestuurder. Hij is lid van de VVD.

## Biografie
Roks werd geboren in Etten-Leur en ging van 1995 tot 1996 naar de meao aan het Baronie College in Breda. Daarna studeerde hij van 1996 tot 2000 aan de Avans Hogeschool. Van 2000 tot 2004 studeerde hij aan de Universiteit van Tilburg. Van 2003 tot 2004 studeerde hij aan de Fontys Hogeschool.
Roks was na zijn opleiding tot 2010 werkzaam als leraar maatschappijleer op het KSE te Etten-Leur en consultant. Hij was namens de VVD verkiezingskandidaat bij de Europese Parlementsverkiezingen van 2009, de Tweede Kamerverkiezingen van 2010 en de Tweede Kamerverkiezingen van 2012.
Roks was van 2006 tot 2010 gemeenteraadslid van Etten-Leur en van 2010 tot 2011 was hij er wethouder. Van 2012 tot 2018 was hij wethouder van Hilvarenbeek. Vanaf 2018 was hij wethouder van IJsselstein. Van 17 september 2020 tot 28 februari 2025 was hij burgemeester van Halderberge.
Roks werd lid van de raad van toezicht van zowel PCPO Midden-Brabant, een scholengroep, als de Yes We Can Clinics, ggz-klinieken voor de jeugd. Hij werd lid van de Nederlandse Vereniging van Toezichthouders in Zorg & Welzijn.
Roks trouwde en kreeg twee kinderen.